# Rhett and Link
Rhett and Link sont un duo de célébrités américaines d'Internet, comédiens humoristiques, musiciens, producteurs et acteurs publicitaires, qui se surnomment eux-mêmes « Internetainer » (contraction de entertainer -comédien fantaisiste- et Internet). Le duo est formé de Rhett James McLaughlin (né en 1977) et Charles Lincoln “Link” Neal III (né en 1978), nés à  Buies Creek dans la Caroline du Nord (États-Unis).
Ils ont établi leur renommée avec leurs vidéo virales  de chansons comiques ainsi que des vidéos publicitaires, dont la série de 10 épisodes télévisées : Rhett & Link: Commercial Kings sur Independent Film Channel où ils réalisent des publicités à petits budgets pour des entreprises locales situées aux États-Unis,. Ils ont plusieurs chaînes YouTube dont « Rhett & Link »  qui totalise 965 millions de vues et près de 5 millions d'abonnés. Leur show internet Good Mythical Morning (en) dépasse les 900 épisodes en avril 2016, et a une chaîne spécialisée « Rhett & Link 3 »  qui diffuse les suites de ce show et a 4,21 millions d'abonnés (en décembre 2023). Enfin, une dernière chaîne, « Rhett & Link 4 », retransmet des versions originales de leurs vidéos et des vidéos inédites. Depuis février 2012, ils ont participé à plusieurs battles d'Epic Rap Battles of History.

## Jeunesse et débuts

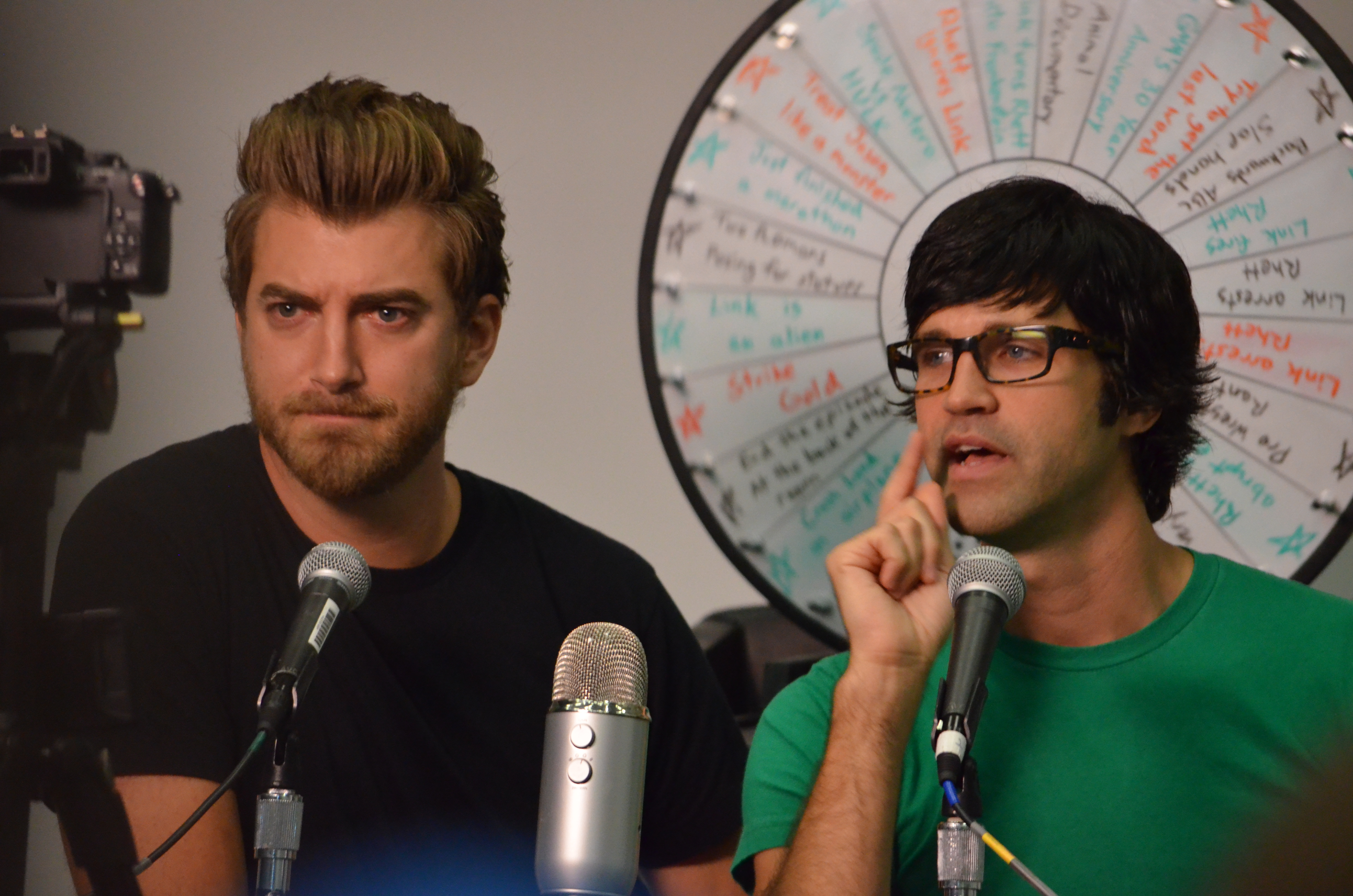
Rhett, Link et la roue du hasard dans un épisode de Good Mythical Morning.

Rhett James McLaughlin et Charles Lincoln “Link” Neal se rencontrent en 1984 à l'école primaire de Buies Creek en Caroline du Nord, où ils préparent leur année de CP (cours préparatoire). Par la suite, cette rencontre a fait l'objet d'une chanson de leur part. Des années après, ils partent à la recherche de leur professeur de CP à travers la Caroline du Nord, et en font un film documentaire : Looking for Ms. Locklear.
À l'âge de 14 ans, ils écrivent un scénario intitulé Gutless Wonders et commencent à en faire un film, mais seulement quelques séquences sont prises et le film ne sera pas achevé. Le scénario est cependant évoqué dans plusieurs épisodes de la série Good Mythical Morning. En 1994, au lycée, ils réalisent un film parodique de 25 minutes de la tragédie grecque Œdipe roi, où Rhett est Œdipe et Link est le serviteur de son père
Plus tard, ils partagent la chambre d'étudiant à l'université North Carolina State University, où Link Neal étudie le génie industriel, et Rhett McLaughlin le génie civil. Après avoir reçu leur diplôme, ils travaillent chacun dans leur métier durant un temps assez bref : Link à IBM et Rhett à Black & Veatch

## Consécration sur Internet

Logo du site principal de Rhett McLaughlin et Link Neal.

Peu après, Rhett et Link quittent leur travail dans l'ingénierie, et vivent de leurs seules vidéos chargées sur Internet. Leur chaîne principale est alors l'une des plus regardées des chaînes YouTube.
En 2012, Rhett and Link sont vingt-deuxièmes sur la liste du Business Insider's des 25 personnes les plus créatives dans la publicité. En septembre 2012, ils rejoignent the Collective, une compagnie de média de Los Angeles.
En 2014, la chaîne internet YouTube Rhett and Link s'inscrit au trente-cinquième rang des cent premières chaînes triées sur le site New Media Rockstars.

## Récompenses
| Année | Organisme         | Sélection                                   | Récompense                                                                                                | Résultat   |
| ----- | ----------------- | ------------------------------------------- | --- | ---------- |
| 2011  | Webby Awards      | 2 Guys, 600 Pillows (Backwards Music Video) | Best Editing                                                                                              | Lauréat    |
| 2013  | Webby Awards      | Rhett & Link                                | Online Film & Video – Variety Channel                                                                     | Honoré     |
| 2013  | IAWTV Awards      | Rhett & Link – Good Mythical Morning        | Best Variety Series                                                                                       | Lauréat    |
| 2013  | LA Web Awards     | Shift It                                    | Funniest YouTube Video                                                                                    | Lauréat    |
| 2014  | Streamy Awards    | Good Mythical Morning                       | Science and Education                                                                                     | Nomination |
| 2014  | Webby Awards      | Rhett & Link                                | First Person                                                                                              | Honoré     |
| 2014  | Webby Awards      | Breaking Bad: The Middle School Musical     | Comedy Individual Short or Episode – People's Voice                                                       | Lauréat    |
| 2014  | Webby Awards      | Shift It, Shift It                          | Viral | Honoré     |
| 2015  | Webby Awards      | Epic Rap Battle: Nerd vs. Geek              | Viral (Branded) – People's Voice                                                                          | Lauréat    |
| 2015  | Webby Awards      | Good Mythical Morning                       | Variety (Channel) – People's Voice                                                                        | Lauréat    |
| 2015  | Webby Awards      | Rhett and Link – Good Mythical Morning      | First Person – People's Voice                                                                             | Lauréat    |
| 2015  | Streamy Awards    | Rhett & Link                                | Comedy | Nomination |
| 2015  | Streamy Awards    | Good Mythical Morning                       | Non-fiction                                                                                               | Lauréat    |
| 2015  | Streamy Awards    | Good Mythical Morning                       | Show of the Year                                                                                          | Nomination |
| 2016  | Shorty Awards     | Ear Biscuits                                | Best Podcast                                                                                              | Lauréat    |
| 2016  | Shorty Awards     | Good Mythical Morning                       | Best Web Series                                                                                           | Lauréat    |
| 2016  | Webby Awards      | Good Mythical Morning                       | Best Web Personality (Channel)-People's Voice                                                             | Lauréat    |
| 2016  | Webby Awards      | Good Mythical Morning                       | Online Film & Video – Variety (Channel)                                                                   | Honoré     |
| 2016  | Webby Awards      | BFFs                                        | Comedy: Individual Short or Episode                                                                       | Honoré     |
| 2016  | Webby Awards      | The Backup Plan - Rhett & Link for Geico    | Series | Honoré     |
| 2016  | Streamy Awards    | Good Mythical Morning                       | Comedy | Lauréat    |
| 2016  | Streamy Awards    | Good Mythical Morning                       | Best Writing Drew Champion, Edward Coleman, Lizzie Bassett, Kevin Kostelnik, Daniela Hamilton, Chase Hilt | Nomination |
| 2016  | Streamy Awards    | Good Mythical Morning                       | Show of the Year                                                                                          | Nomination |
| 2016  | Reality TV Awards | Good Mythical Morning                       | Digital Reality Series                                                                                    | Nomination |
| 2017  | Webby Awards      | Good Mythical Morning                       | Web Personality (Channels and Networks)                                                                   | Nomination |
| 2017  | Webby Awards      | Good Mythical Morning                       | Best Web Personality/Host                                                                                 | Honoré     |